# Nekrolog 2. Quartal 1958
Nekrolog
◄◄
| ◄
| 1954
| 1955
| 1956
| 1957
| 1958 | 1959 | 1960 | 1961 | 1962 | ► | ►►
1. Quartal |
2. Quartal |
3. Quartal |
4. Quartal 1958
Weitere Ereignisse | Allgemeiner Nekrolog 1958
Die Beschreibung der verstorbenen Person sollte so kurz wie möglich gehalten sein und nur deren signifikante Tätigkeit(en) enthalten.
Neue Namen ggf. auch unter dem Geburts- und Sterbedatum, also etwa unter 1. Januar und im Geburts- und Sterbejahr (2024) eintragen (nur bei entsprechender großer Wichtigkeit). Für Beispiele siehe die schon vorhandenen Artikel.
Außerdem über die fünf zuletzt Verstorbenen, zu denen es einen ausreichend guten Artikel für eine Präsentation auf der Hauptseite gibt, nach der todesbedingten Überarbeitung der Artikel ggf. auch unter Wikipedia Diskussion:Hauptseite informieren und sie am besten auch in den anderen Wikipedia-Sprachversionen eintragen. Tipp: Regelmäßig bei news.google.de nach „ist tot“, „gestorben“ oder „verstorben“ suchen.
Wenn eine Person gestorben ist, gibt es viele Seiten zu dieser Person in der Wikipedia, die davon auch betroffen sind und entsprechend aktualisiert werden müssen. Beispiele: Namenübersichtsseite, Geburtsjahr, Geburtsort-Seiten und viele mehr.
Wie finde ich die betroffenen Seiten?
Im Suchfeld auf der linken Seite gibt man den Suchbegriff so ein: „Vorname Nachname“. Dann klickt man auf Volltext und alle Seiten mit entsprechendem Suchtext werden aufgerufen. Hier sieht man dann schnell, wo auch das Todesjahr Sinn macht oder sogar ein Teil des Artikels angepasst werden muss. Auch hilft das „Werkzeug“ auf der linken Seite sehr gut, um solche Seiten aufzufinden: „Links auf diese Seite“. Somit ist die Wikipedia wieder aktuell in allen Bereichen! Hinweis: bei Eintragung der Kategorie „Gestorben JAHR“ wird der Missbrauchsfilter 49 ausgelöst, was jedoch nicht schlimm ist. Siehe: Spezial:Missbrauchsfilter/49
Dies ist eine Liste von im zweiten Quartal 1958 verstorbenen bekannten Persönlichkeiten. Die Einträge erfolgen innerhalb der einzelnen Daten alphabetisch sortiert. Tiere sind im Nekrolog für Tiere zu finden.

## April
| Tag       | Name                                       | Beruf, bekannt als                                                                                              | Alter | Beleg |
| --------- | ------------------------------------------ | --- | ----- | ----- |
| 1. April  | Břetislav Bakala                           | tschechischer Dirigent, Chorleiter und Komponist                                                                | 61    |       |
| 1. April  | Hans Feher                                 | austroamerikanischer Schauspieler                                                                               | 35    |       |
| 1. April  | Antanas Julijonas Gravrogkas               | litauischer Ingenieur, Mechaniker und Politiker                                                                 | 77    |       |
| 1. April  | Joachim Wenzel                             | deutscher Journalist (DDR)                                                                                      | 30    |       |
| 2. April  | Mary Barbour                               | schottisch-britische politische Aktivistin, Stadträtin, Bailie und Magistrate                                   | 83    |       |
| 2. April  | Marcel Corbillon                           | französischer Tischtennisfunktionär                                                                             |       |       |
| 2. April  | Eduard Erkes                               | deutscher Sinologe und Ethnologe                                                                                | 66    |       |
| 2. April  | Willie Maley                               | schottischer Fußballspieler und -trainer                                                                        | 89    |       |
| 2. April  | Max Miericke                               | deutscher Politiker (LDP, FDP), MdA                                                                             | 64    |       |
| 2. April  | Arnold von Salis                           | Schweizer Klassischer Archäologe                                                                                | 76    |       |
| 2. April  | Toda Jōsei                                 | japanischer Pädagoge und Verleger, Mitbegründer und zweiter Präsident der Soka Gakkai                           | 58    |       |
| 2. April  | Fritz Wilms                                | deutscher Architekt                                                                                             | 71    |       |
| 3. April  | Emil Abel                                  | österreichischer Chemiker                                                                                       | 82    |       |
| 3. April  | Julius Paul Junghanns                      | deutscher Tiermaler                                                                                             | 81    |       |
| 3. April  | Jaan Kärner                                | estnischer Schriftsteller                                                                                       | 66    |       |
| 3. April  | Theodor Kramer                             | österreichischer Lyriker                                                                                        | 61    |       |
| 3. April  | Eustace Percy, 1. Baron Percy of Newcastle | britischer Politiker, Abgeordneter des House of Commons, Peer, Minister                                         | 71    |       |
| 4. April  | Franz Eccard von Bentivegni                | deutscher Offizier, zuletzt Generalleutnant im Zweiten Weltkrieg                                                | 61    |       |
| 4. April  | Eduard Boss                                | Schweizer Maler und Zeichner                                                                                    | 84    |       |
| 4. April  | Silas Cheesman                             | kanadischer Pilot                                                                                               | 57    |       |
| 4. April  | Nicolai Guleke                             | deutsch-baltischer Chirurg, Hochschullehrer in Jena                                                             | 79    |       |
| 4. April  | Henri Heyman                               | belgischer Politiker                                                                                            | 78    |       |
| 4. April  | Jan Morávek                                | tschechischer Schriftsteller und Journalist                                                                     | 69    |       |
| 04. April | Moritz von Obernitz                        | deutscher Konteradmiral                                                                                         | 88    |       |
| 4. April  | María Luisa Sepúlveda                      | chilenische Komponistin und Musikpädagogin                                                                      | 65    |       |
| 4. April  | Victor Urbancic                            | österreichischer Komponist, Dirigent, Pädagoge und Musikwissenschaftler                                         | 54    |       |
| 4. April  | Jens Ferdinand Willumsen                   | dänischer Maler und Bildhauer                                                                                   | 94    |       |
| 4. April  | Johannes Winkler                           | deutscher Tropenmediziner in Indonesien                                                                         | 84    |       |
| 5. April  | Ásgrímur Jónsson                           | isländischer Maler                                                                                              | 82    |       |
| 5. April  | Josef Ludwig Brems                         | belgischer Geistlicher, katholischer Bischof in Dänemark                                                        | 87    |       |
| 5. April  | Margarete Hamerschlag                      | österreichische Autorin und Illustratorin                                                                       | 55    |       |
| 5. April  | Carl Hertel                                | deutscher Reichsgerichtsrat                                                                                     | 78    |       |
| 5. April  | Josef Humplik                              | österreichischer Bildhauer und Maler                                                                            | 69    |       |
| 5. April  | Johann Krischick                           | deutscher Landwirt Politiker (DNVP), MdL                                                                        | 71    |       |
| 5. April  | Salvatore Riccobono                        | italienischer Rechtshistoriker                                                                                  | 94    |       |
| 5. April  | Isidora Sekulić                            | serbische Schriftstellerin                                                                                      | 81    |       |
| 5. April  | Ernst Winter                               | deutscher Lehrer und Politiker (KPD/SED)                                                                        | 64    |       |
| 6. April  | Virginia Brindis de Salas                  | uruguayische Dichterin                                                                                          | 49    |       |
| 6. April  | Geoffrey Knox                              | britischer Diplomat, Präsident der Regierungskommission des Saargebietes (1932–1935) und Botschafter in Unga... | 74    |       |
| 6. April  | Vítězslav Nezval                           | tschechischer Dichter, Schriftsteller und Übersetzer                                                            | 57    |       |
| 6. April  | Reinhold Schneider                         | deutscher Schriftsteller                                                                                        | 54    |       |
| 7. April  | Richard Dornseiff                          | deutscher Bühnenschauspieler, -regisseur und Theaterintendant                                                   | 71    |       |
| 7. April  | Mark Muir Mills                            | US-amerikanischer Kernphysiker                                                                                  | 40    |       |
| 7. April  | Iwan Jefimowitsch Petrow                   | sowjetischer Armeegeneral                                                                                       | 61    |       |
| 7. April  | Roscoe Frank Sanford                       | US-amerikanischer Astronom                                                                                      | 74    |       |
| 7. April  | Oskar Winterhelt                           | deutscher Architekt, Heimatforscher und Sammler                                                                 | 84    |       |
| 8. April  | Alcibíades Arosemena                       | panamaischer Diplomat und Politiker                                                                             | 74    |       |
| 8. April  | Frank Kingdon-Ward                         | Pflanzensammler im Himalaya                                                                                     | 72    |       |
| 8. April  | George Jean Nathan                         | US-amerikanischer Theaterkritiker, Schriftsteller und Redakteur                                                 | 76    |       |
| 9. April  | José Manuel Ribeiro da Silva               | portugiesischer Radrennfahrer                                                                                   | 23    |       |
| 9. April  | Sol M. Wurtzel                             | US-amerikanischer Filmproduzent                                                                                 | 67    |       |
| 10. April | Mathilde Brückner                          | deutsche Politikerin                                                                                            | 89    |       |
| 10. April | Oren S. Copeland                           | US-amerikanischer Politiker                                                                                     | 71    |       |
| 10. April | Carl Karwinsky                             | österreichischer Politiker                                                                                      | 69    |       |
| 10. April | Helene Lübbers-Wegemann                    | deutsche Malerin                                                                                                | 83    |       |
| 10. April | Jean Philippe Vogel                        | niederländischer Indologe                                                                                       | 87    |       |
| 10. April | Chuck Willis                               | US-amerikanischer Blues-Sänger                                                                                  | 30    |       |
| 11. April | Paul A. Dever                              | US-amerikanischer Politiker                                                                                     | 55    |       |
| 11. April | Josef Folttmann                            | deutscher General                                                                                               | 71    |       |
| 11. April | Paul Hühn                                  | deutscher Kapellmeister, Komponist, Filmkomponist und musikalischer Leiter                                      | 75    |       |
| 11. April | Konstantin Fjodorowitsch Juon              | russischer Künstler                                                                                             | 82    |       |
| 11. April | Henri de Kérillis                          | französischer Militär und Politiker                                                                             | 68    |       |
| 11. April | Edmund Konsek                              | deutscher Chorleiter und Organist                                                                               | 69    |       |
| 11. April | Karl Müller                                | deutscher Wasserbaudirektor                                                                                     | 86    |       |
| 11. April | Marcel Pilet-Golaz                         | Schweizer Politiker (FDP)                                                                                       | 68    |       |
| 11. April | Georg Schneider                            | deutscher Komponist, Kirchenmusiker und Lehrer                                                                  | 79    |       |
| 12. April | Ernst Peterson-Särgava                     | estnischer Schriftsteller                                                                                       | 89    |       |
| 12. April | Edwin Schneider                            | US-amerikanischer Pianist, Lehrer und Musikredakteur                                                            | 83    |       |
| 12. April | Alice Verne-Bredt                          | englische Komponistin, Pianistin und Musikpädagogin                                                             | 89    |       |
| 12. April | Erik von Witzleben                         | deutscher Vertriebenenfunktionär                                                                                | 73    |       |
| 13. April | Raúl Hugo Espoile                          | argentinischer Komponist                                                                                        | 69    |       |
| 13. April | Curt Gallenkamp                            | deutscher Offizier, zuletzt General der Artillerie im Zweiten Weltkrieg                                         | 68    |       |
| 13. April | Victor Oelkers                             | deutscher Politiker (DP), MdL                                                                                   | 77    |       |
| 13. April | James W. Papez                             | US-amerikanischer Neuroanatom                                                                                   | 74    |       |
| 13. April | William Laurence Tierney                   | US-amerikanischer Politiker                                                                                     | 81    |       |
| 14. April | Hans Bluhm                                 | deutscher Ingenieur und VDI-Vorsitzender                                                                        | 66    |       |
| 14. April | Karl Lark-Horovitz                         | US-amerikanischer Physiker                                                                                      | 65    |       |
| 15. April | Robert-Jules Garnier                       | französischer Filmarchitekt, ein Pionier der heimischen Kinematographie                                         | 74    |       |
| 15. April | Anton Haller                               | österreichischer Politiker (ÖVP), Landtagsabgeordneter, Abgeordneter zum Nationalrat, Mitglied des Bundesrates  | 50    |       |
| 15. April | Ludwig Mathar                              | deutscher Schriftsteller                                                                                        | 75    |       |
| 15. April | Estelle Taylor                             | US-amerikanische Filmschauspielerin und Fotomodel                                                               | 63    |       |
| 16. April | Josef Ferrari                              | italienischer Geistlicher, Schulamtsleiter in Südtirol                                                          | 50    |       |
| 16. April | Karl Fischer                               | deutscher Chemiker                                                                                              | 57    |       |
| 16. April | Rosalind Franklin                          | britische Biochemikerin, Mitentdeckerin der Molekularstruktur der Desoxyribonukleinsäure                        | 37    |       |
| 16. April | Anton J. Johnson                           | US-amerikanischer Politiker                                                                                     | 79    |       |
| 16. April | Otto Schulhof                              | österreichischer Konzertpianist und Komponist                                                                   | 69    |       |
| 16. April | W. Kerr Scott                              | US-amerikanischer Politiker (Demokratische Partei)                                                              | 61    |       |
| 16. April | Oscar Solbert                              | US-amerikanischer General, Geschäftsmann und der erste Direktor des George Eastman House                        | 73    |       |
| 16. April | Mieczysław Szaleski                        | polnischer Bratschist und Musikpädagoge                                                                         | 66    |       |
| 16. April | Richard Wolf                               | deutscher Industrieller und Gründer der Richard Wolf GmbH                                                       | 51    |       |
| 17. April | Friedrich Everling                         | deutscher Jurist, Verwaltungsbeamter, Schriftsteller und Politiker (DNVP, NSDAP), MdR                           | 66    |       |
| 17. April | Wolfgang Klausner                          | deutscher Politiker (BVP, NSDAP, CSU). MdB                                                                      | 52    |       |
| 17. April | Rita Montaner                              | kubanische Sängerin und Schauspielerin                                                                          | 57    |       |
| 17. April | Wilhelm Plankl                             | österreichischer Altphilologe und Übersetzer                                                                    | 57    |       |
| 18. April | William Joscelyn Arkell                    | britischer Geologe und Paläontologe                                                                             | 53    |       |
| 18. April | Valentin Eichenlaub                        | deutscher Gewerkschafter, Verwaltungsbeamter und Politiker (Zentrum), MdL                                       | 75    |       |
| 18. April | Maurice Gamelin                            | französischer General im Ersten und Zweiten Weltkrieg                                                           | 85    |       |
| 18. April | Hugo Holthöfer                             | deutscher Jurist, Fachautor und Politiker (LDP, FDP)                                                            | 74    |       |
| 18. April | James Angus MacKinnon                      | Politiker der Liberalen Partei Kanadas                                                                          | 76    |       |
| 18. April | Edward H. Plumb                            | US-amerikanischer Filmkomponist                                                                                 | 50    |       |
| 18. April | Heinz Voigt                                | deutscher Ingenieur und Hochschullehrer                                                                         | 72    |       |
| 18. April | Noah Young                                 | US-amerikanischer Schauspieler                                                                                  | 71    |       |
| 19. April | Albert Akst                                | US-amerikanischer Musiker und Filmeditor                                                                        | 58    |       |
| 19. April | Hans Fischer                               | Schweizer Grafiker und Maler                                                                                    | 49    |       |
| 19. April | Billy Meredith                             | walisischer Fußballspieler                                                                                      | 83    |       |
| 19. April | Andreas Strand                             | norwegischer Turner                                                                                             | 69    |       |
| 19. April | Paul Weiglin                               | deutscher Sachbuchautor und Zeitschriftenchefredakteur                                                          | 73    |       |
| 20. April | Ella Anker                                 | norwegische Journalistin, Schriftstellerin und Spiritistin                                                      | 87    |       |
| 20. April | Albertine Badenberg                        | deutsche Frauenrechtlerin und Politikerin (Zentrum), MdL                                                        | 92    |       |
| 20. April | Herman Reichenbach                         | deutsch-amerikanischer Musikpädagoge                                                                            | 59    |       |
| 20. April | Karl Sattler                               | deutscher Politiker (NSDAP), MdR                                                                                | 66    |       |
| 20. April | Adolf Scheibe                              | deutscher Physiker, Erfinder und Hochschullehrer                                                                | 63    |       |
| 20. April | John Brande Trend                          | britischer Romanist, Hispanist und Musikwissenschaftler                                                         | 70    |       |
| 20. April | René Vermandel                             | belgischer Radrennfahrer                                                                                        | 65    |       |
| 21. April | Margery Fry                                | britische Sozialreformerin                                                                                      | 84    |       |
| 21. April | Manuel Infante                             | spanischer Komponist und Dirigent                                                                               | 74    |       |
| 21. April | Otto Linde                                 | deutscher Architekt, badischer Baubeamter und Denkmalpfleger                                                    | 86    |       |
| 21. April | Henri Martineau                            | französischer Romanist und Stendhal-Spezialist                                                                  | 75    |       |
| 21. April | Fritz Sperling                             | deutscher Politiker (KPD) und Widerstandskämpfer gegen den Nationalsozialismus                                  | 46    |       |
| 21. April | Antal Szabó                                | ungarischer Fußballtormann                                                                                      | 47    |       |
| 22. April | Hans Kleemann                              | deutscher Musikwissenschaftler, Musikkritiker und Komponist                                                     | 74    |       |
| 22. April | Ndoc Suma                                  | römisch-katholischer Priester und Märtyrer                                                                      | 70    |       |
| 22. April | Julius Trautzl                             | österreichischer Bildhauer und Medailleur                                                                       | 98    |       |
| 23. April | Henock Abrahamsson                         | schwedischer Fußballtorhüter                                                                                    | 48    |       |
| 23. April | Adolf Frankl                               | österreichischer Schriftsteller und Lehrer                                                                      | 95    |       |
| 23. April | Hans Hofstadler                            | deutscher Politiker (SPD), MdBB                                                                                 | 54    |       |
| 23. April | Knut Lundmark                              | schwedischer Astronom                                                                                           | 68    |       |
| 23. April | Alois Mentasti                             | österreichischer Weinhauer und Politiker (SPÖ), Landtagsabgeordneter, Abgeordneter zum Nationalrat              | 71    |       |
| 23. April | Ernst Urban                                | deutscher Apotheker                                                                                             | 84    |       |
| 24. April | Richard Goldschmidt                        | deutscher Biologe und Genetiker                                                                                 | 80    |       |
| 24. April | Franz Kröner                               | österreichischer Philosoph                                                                                      | 68    |       |
| 24. April | Wilhelm Maschke                            | deutscher Politiker (SPD), MdL                                                                                  | 63    |       |
| 24. April | Heinrich Sulze                             | deutscher Architekt, Bauforscher und Baubeamter                                                                 | 69    |       |
| 25. April | Wilhelm Bötzkes                            | deutscher Bankier                                                                                               | 74    |       |
| 25. April | Friedrich Giese                            | deutscher Staatsrechtler                                                                                        | 75    |       |
| 25. April | Iosif Iser                                 | rumänischer Maler                                                                                               | 76    |       |
| 25. April | Charles-Victor Mauguin                     | französischer Physiker, Professor für Mineralogie                                                               | 79    |       |
| 25. April | Ernest Perrier                             | Schweizer Politiker                                                                                             | 76    |       |
| 25. April | Robert Pow                                 | kanadischer Curler und Politiker                                                                                | 74    |       |
| 25. April | Anna Zinke                                 | deutsche Politikerin (SPD), MdL                                                                                 | 65    |       |
| 26. April | Kurt Absolon                               | österreichischer Maler und Graphiker                                                                            | 33    |       |
| 26. April | Enric Ainaud i Sánchez                     | valencianischer Violinist und Musikpädagoge                                                                     | 83    |       |
| 26. April | Sergei Alexandrowitsch Bernstein           | russischer Bauingenieur                                                                                         | 57    |       |
| 26. April | Hermann Hosaeus                            | deutscher Bildhauer und Medailleur                                                                              | 82    |       |
| 26. April | António Leite                              | portugiesischer Fechter                                                                                         | 58    |       |
| 26. April | Arthur Slauck                              | deutscher Internist und Rheumatologe                                                                            | 70    |       |
| 27. April | Julian Ballenstedt                         | deutscher Architekt und Filmarchitekt beim Stummfilm                                                            | 76    |       |
| 27. April | Erich Haeker                               | deutscher Konteradmiral der Kriegsmarine                                                                        | 71    |       |
| 27. April | Peter Leo Ireton                           | US-amerikanischer Geistlicher, Bischof von Richmond                                                             | 75    |       |
| 27. April | Lawrence Johnston                          | britischer Landschaftsgärtner                                                                                   | 86    |       |
| 27. April | Michel Rasquin                             | luxemburgischer Journalist und Politiker (LSAP), Mitglied der Chambre                                           | 58    |       |
| 27. April | Konrad Volm                                | deutscher Politiker (NSDAP), MdR                                                                                | 60    |       |
| 28. April | Karl Bachmann                              | österreichischer Schauspieler, Theaterregisseur und Sänger                                                      | 74    |       |
| 28. April | Hanson E. Ely                              | US-amerikanischer Offizier, Generalmajor der US-Army                                                            | 90    |       |
| 28. April | Richard Koebner                            | deutsch-britischer Historiker                                                                                   | 72    |       |
| 28. April | Wilfried Pflughaupt                        | deutscher Schachkomponist                                                                                       | 27    |       |
| 28. April | Franz Schäfer                              | deutscher Jurist                                                                                                |       |       |
| 28. April | Alfred Winterstein                         | österreichischer Psychoanalytiker                                                                               | 72    |       |
| 29. April | Erwin Dörzbacher                           | deutscher Politiker (CDU)                                                                                       | 65    |       |
| 29. April | Hans von Haberer                           | österreichischer Chirurg, Sanitätsoffizier und Hochschullehrer                                                  | 83    |       |
| 29. April | Warren A. Haggott                          | US-amerikanischer Politiker                                                                                     | 93    |       |
| 29. April | Alfred-Marie Liénard                       | französischer Physiker                                                                                          | 89    |       |
| 29. April | Livio Pavanelli                            | italienischer Schauspieler, Filmproduzent und -regisseur                                                        | 76    |       |
| 29. April | Philippe Payot                             | französischer Eishockeyspieler                                                                                  | 64    |       |
| 29. April | William Rappard                            | Schweizer Ökonom, Diplomat und Politiker (LdU)                                                                  | 75    |       |
| 29. April | Alfred Salmony                             | deutscher Kunsthistoriker mit Schwerpunkt Ostasien                                                              | 67    |       |
| 29. April | William Stewart                            | australischer Sprinter                                                                                          | 68    |       |
| 30. April | Josef Bauer                                | deutscher Politiker (NSDAP), MdR                                                                                | 77    |       |
| 30. April | Paul Delbart                               | französischer Radrennfahrer                                                                                     | 56    |       |
| 30. April | Alvan T. Fuller                            | US-amerikanischer Politiker                                                                                     | 80    |       |
| 30. April | Charles Guyot                              | schweizerischer Radrennfahrer                                                                                   | 67    |       |
| 30. April | Paul Hans Jaeger                           | deutscher Politiker (FDP), MdB                                                                                  | 72    |       |
| April     | Joachim Göhner                             | deutsches Mordopfer                                                                                             |       |       |
| April     | Alfred Probst                              | Schweizer Ruderer                                                                                               |       |       |

## Mai
| Tag     | Name                                                    | Beruf, bekannt als                                                                                              | Alter | Beleg |
| ------- | ------------------------------------------------------- | --- | ----- | ----- |
| 01. Mai | Jessie Kite                                             | britische Turnerin                                                                                              | 65    |       |
| 1. Mai  | Theodor Pekol                                           | deutscher Busbauer und -unternehmer                                                                             | 69    |       |
| 1. Mai  | Otto Roehm                                              | kanadisch-US-amerikanischer Ringer                                                                              | 75    |       |
| 1. Mai  | Ali Soheili                                             | iranischer Politiker und Ministerpräsident Irans                                                                |       |       |
| 1. Mai  | Oscar Torp                                              | norwegischer sozialdemokratischer Politiker                                                                     | 64    |       |
| 2. Mai  | Ragnvald Blix                                           | norwegischer Karikaturist und Grafiker                                                                          | 75    |       |
| 2. Mai  | Henry Cornelius                                         | südafrikanisch-britischer Filmregisseur, Drehbuchautor, Filmproduzent und Filmeditor                            | 44    |       |
| 2. Mai  | Georg Derlitzki                                         | deutscher Agrarwissenschaftler                                                                                  | 69    |       |
| 2. Mai  | John Reed Swanton                                       | US-amerikanischer Anthropologe                                                                                  | 85    |       |
| 2. Mai  | Alfred Weber                                            | deutscher Soziologe, Nationalökonom und Hochschullehrer                                                         | 89    |       |
| 2. Mai  | Hinrich Wriede                                          | deutscher Schriftsteller                                                                                        | 75    |       |
| 3. Mai  | Frederick Bedell                                        | US-amerikanischer Physiker                                                                                      | 90    |       |
| 3. Mai  | Camillo Günther                                         | deutscher Architekt                                                                                             | 76    |       |
| 3. Mai  | Richard Pares                                           | britischer Historiker                                                                                           | 55    |       |
| 3. Mai  | Richard Wilmanns                                        | deutscher Chirurg                                                                                               | 77    |       |
| 4. Mai  | Gerhard Kallmeyer                                       | deutscher Politiker (CDU)                                                                                       | 44    |       |
| 4. Mai  | Albert Lenné                                            | deutscher Geistlicher                                                                                           | 80    |       |
| 4. Mai  | Enno Littmann                                           | deutscher Orientalist                                                                                           | 82    |       |
| 4. Mai  | Emil Oberholzer                                         | Schweizer Psychiater und Psychoanalytiker                                                                       | 74    |       |
| 5. Mai  | Otto Abetz                                              | deutscher Botschafter in Paris während des Zweiten Weltkriegs                                                   | 55    |       |
| 5. Mai  | Douglas Clifton Brown, 1. Viscount Ruffside             | britischer Politiker (Conservative Party) und Sprecher des House of Commons                                     | 78    |       |
| 5. Mai  | James Branch Cabell                                     | amerikanischer Fantasy-Schriftsteller                                                                           | 79    |       |
| 5. Mai  | Imre Földes                                             | ungarischer Theaterschriftsteller                                                                               | 76    |       |
| 5. Mai  | Hugo Knittel                                            | deutscher Bildhauer                                                                                             | 69    |       |
| 5. Mai  | Henri Zislin                                            | elsässischer Journalist und politischer Karikaturist                                                            | 82    |       |
| 6. Mai  | Paul Freye                                              | deutscher Gartenarchitekt, Gartenbaudirektor in Bremen                                                          | 88    |       |
| 6. Mai  | George E. Hill                                          | US-amerikanischer Politiker                                                                                     | 89    |       |
| 6. Mai  | Sophie Noske                                            | österreichische Malerin, Grafikerin, Goldschmiedin und Emailleurin                                              | 74    |       |
| 6. Mai  | Arthur Ullmann                                          | österreichischer Schauspieler, Drehbuchautor, Produzent und Regisseur bei Bühne und Film                        | 72    |       |
| 6. Mai  | Meryl O’Hara Wood                                       | australische Tennisspielerin                                                                                    | ?     |       |
| 7. Mai  | Carl Brockmann                                          | deutscher Leichtathlet                                                                                          | 70    |       |
| 7. Mai  | Adriano Giovannetti                                     | italienischer Filmregisseur und Drehbuchautor                                                                   | 74    |       |
| 7. Mai  | Charlotte Hilmer                                        | deutsche Malerin und Grafikerin                                                                                 | 49    |       |
| 7. Mai  | Mihkel Lüdig                                            | estnischer Komponist                                                                                            | 77    |       |
| 7. Mai  | Oskar Menzel                                            | deutscher Architekt                                                                                             | 85    |       |
| 8. Mai  | Norman Bel Geddes                                       | US-amerikanischer Produktdesigner                                                                               | 65    |       |
| 8. Mai  | Frank Foley                                             | britischer Spion, Mitarbeiter des britischen Geheimdienstes MI6                                                 | 73    |       |
| 8. Mai  | Friedrich Gnaß                                          | deutscher Schauspieler                                                                                          | 65    |       |
| 8. Mai  | Friedrich Heeb                                          | Schweizer Schriftsetzer und Politiker                                                                           | 74    |       |
| 8. Mai  | Wilhelm Pomezny                                         | deutscher Politiker (SPD)                                                                                       | 70    |       |
| 8. Mai  | Kurt Volkmann                                           | deutscher Rechtsanwalt und Zauberer                                                                             | 60    |       |
| 9. Mai  | Fenimore Chatterton                                     | US-amerikanischer Politiker                                                                                     | 97    |       |
| 9. Mai  | Joseph E. Davies                                        | US-amerikanischer Jurist und Diplomat                                                                           | 81    |       |
| 9. Mai  | Hans Helfritz                                           | deutscher Staatsrechtler                                                                                        | 81    |       |
| 9. Mai  | Oikawa Koshirō                                          | japanischer Admiral und Politiker                                                                               | 75    |       |
| 9. Mai  | Dino Urbani                                             | italienischer Fechter                                                                                           | 76    |       |
| 10. Mai | Alex Connell                                            | kanadischer Eishockeytorwart                                                                                    | 56    |       |
| 10. Mai | Iwan Welkow                                             | bulgarischer Archäologe                                                                                         | 76    |       |
| 10. Mai | Ludwig von Winterfeld                                   | deutscher Unternehmer                                                                                           | 77    |       |
| 11. Mai | Willi Borsche                                           | deutscher Kammermusiker und Kapellmeister                                                                       | 79    |       |
| 11. Mai | Otto Hembeck                                            | deutscher Unternehmer und Politiker (DVP, DNVP), MdR                                                            | 76    |       |
| 11. Mai | Peter Hensen                                            | deutscher Politiker, (Zentrum, CDU), MdL                                                                        | 70    |       |
| 11. Mai | Beatrice Langley                                        | englische Geigerin                                                                                              | 86    |       |
| 11. Mai | Lucien Lelong                                           | französischer Couturier                                                                                         | 68    |       |
| 12. Mai | Erich Freund                                            | deutscher Regisseur und Schauspieler                                                                            | 56    |       |
| 12. Mai | Giovanni Mauro                                          | italienischer Fußballfunktionär und -schiedsrichter                                                             | 69    |       |
| 12. Mai | Emil Müller                                             | deutscher Grafiker und Politiker (SPD), MdL                                                                     | 60    |       |
| 12. Mai | Walter Nadolny                                          | deutscher Rechtsanwalt und Brauereidirektor                                                                     | 75    |       |
| 12. Mai | Paul Reinecke                                           | deutscher Archäologe                                                                                            | 85    |       |
| 12. Mai | Salomon Schönberg                                       | Schweizer Gerichtsmediziner                                                                                     | 79    |       |
| 13. Mai | Karl Wilhelm Jötten                                     | deutscher Bakteriologe und Hygieniker                                                                           | 72    |       |
| 13. Mai | Hermann Schwidden                                       | deutscher Verwaltungsjurist                                                                                     | 76    |       |
| 14. Mai | Johann Kobor                                            | österreichischer Gastwirt, Kinobesitzer und Politiker, Landtagsabgeordneter                                     | 75    |       |
| 15. Mai | Josef Breiteneicher                                     | katholischer Pfarrer                                                                                            | 85    |       |
| 15. Mai | Leonhard Felsinger                                      | österreichischer Politiker (fraktionslos), Mitglied des Bundesrates                                             | 69    |       |
| 15. Mai | Mara Heinze-Hoferichter                                 | deutsche Schriftstellerin                                                                                       | 71    |       |
| 15. Mai | Eugene F. McDonald                                      | US-amerikanischer Erfinder und Unternehmer                                                                      | 72    |       |
| 15. Mai | Jadunath Sarkar                                         | indischer Historiker                                                                                            | 87    |       |
| 16. Mai | Lisa Albrecht                                           | deutsche Politikerin (SPD), MdB                                                                                 | 61    |       |
| 16. Mai | Teófilo Duarte                                          | portugiesischer Gouverneur von Portugiesisch-Timor                                                              | 59    |       |
| 16. Mai | Leo Mittler                                             | österreichischer Filmregisseur und Drehbuchautor                                                                | 64    |       |
| 16. Mai | Max Erich Nicola                                        | deutscher Maler und Grafiker                                                                                    | 68    |       |
| 17. Mai | Kurt Haase-Jastrow                                      | deutscher Interieur-, Landschafts-, Porträt- und Stilllebenmaler                                                | 72    |       |
| 17. Mai | Josef Hamberger                                         | deutscher Verwaltungsjurist und Kommunalpolitiker (CSU)                                                         | 67    |       |
| 17. Mai | Hugo Häring                                             | deutscher Architekt                                                                                             | 75    |       |
| 17. Mai | F. Hugh Herbert                                         | britisch-amerikanischer Drehbuchautor und Schriftsteller                                                        | 70    |       |
| 17. Mai | Harold Robert Montgomery                                | britischer Kolonialbeamter                                                                                      | 74    |       |
| 17. Mai | Theodor Seelbach                                        | deutscher Ordensgeistlicher, Salesianer Don Boscos                                                              | 74    |       |
| 18. Mai | Elmer Davis                                             | US-amerikanischer Journalist                                                                                    |       |       |
| 18. Mai | Godehard Josef Ebers                                    | deutsch-österreichischer Rechtswissenschaftler, Universitätsprofessor und Verfassungsrichter                    | 77    |       |
| 18. Mai | Frank Glatzel                                           | deutscher Politiker (DVP), MdR                                                                                  | 66    |       |
| 19. Mai | Ronald Colman                                           | britischer Schauspieler                                                                                         | 67    |       |
| 19. Mai | Wilhelm Mellies                                         | deutscher Politiker (SPD), MdL, MdB                                                                             | 58    |       |
| 19. Mai | Ignazio Mobarak                                         | libanesischer Geistlicher, Erzbischof von Beirut                                                                | 81    |       |
| 19. Mai | Hans Muchitsch                                          | österreichischer Politiker (SPÖ), Abgeordneter zum Nationalrat                                                  | 76    |       |
| 19. Mai | Pálma von Pászthory                                     | ungarische Violinistin und Violinpädagogin                                                                      | 73    |       |
| 19. Mai | Marie Pujmanová                                         | tschechische Dichterin und Romancière                                                                           | 64    |       |
| 19. Mai | Archie Scott-Brown                                      | britischer Rennfahrer                                                                                           | 31    |       |
| 19. Mai | Bruno Stürmer                                           | deutscher Komponist und Musiklehrer                                                                             | 65    |       |
| 19. Mai | Tsukada Rikichi                                         | japanischer Generalleutnant                                                                                     | 65    |       |
| 20. Mai | Irma Baltuttis                                          | deutsche Schlagersängerin                                                                                       | 37    |       |
| 20. Mai | Franz Xaver Eggersdorfer                                | deutscher katholischer Theologe, Pädagoge und Politiker (BV), MdL                                               | 79    |       |
| 20. Mai | Frédéric François-Marsal                                | französischer Bankier und Politiker                                                                             | 84    |       |
| 20. Mai | Edmund Minahan                                          | US-amerikanischer Sprinter                                                                                      | 75    |       |
| 20. Mai | Warwara Stepanowa                                       | sowjetische Malerin                                                                                             | 63    |       |
| 21. Mai | Conrad Bareiß                                           | deutscher Unternehmer                                                                                           | 78    |       |
| 21. Mai | Gordon Floyd Ferris                                     | US-amerikanischer Entomologe                                                                                    | 65    |       |
| 21. Mai | Franz Hund                                              | deutscher Politiker (SPD), MdL Württemberg-Baden und Bürgermeister                                              | 74    |       |
| 21. Mai | Franz M. Jansen                                         | deutscher Maler und Grafiker                                                                                    | 73    |       |
| 21. Mai | Erich Langer                                            | deutscher Politiker (FDP, WAV), MdB                                                                             | 52    |       |
| 21. Mai | Wilhelm Süss                                            | deutscher Mathematiker (Geometrie, Differentialgeometrie)                                                       | 63    |       |
| 21. Mai | Karl August Wiedenhofen                                 | deutscher Rechtsanwalt und Widerstandskämpfer                                                                   | 69    |       |
| 22. Mai | Wilhelm Roelen                                          | deutscher Unternehmer                                                                                           | 68    |       |
| 22. Mai | Madelon Székely-Lulofs                                  | niederländische Schriftstellerin und Journalistin                                                               | 58    |       |
| 23. Mai | Wilhelm Comberg                                         | deutscher Augenmediziner                                                                                        | 73    |       |
| 23. Mai | Liesel Simon                                            | deutsche Puppenspielerin                                                                                        | 70    |       |
| 24. Mai | Friedrich Franz zu Hohenlohe-Waldenburg-Schillingsfürst | österreichisch-ungarischer Adeliger und Militärattaché                                                          | 79    |       |
| 25. Mai | Heinrich Kralik von Meyrswalden                         | Maler und Grafiker                                                                                              | 60    |       |
| 25. Mai | Kurt Mikulski                                           | deutscher Schauspieler                                                                                          | 75    |       |
| 25. Mai | Genoks Popjanskis                                       | lettischer Fußballspieler                                                                                       | 37    |       |
| 25. Mai | Steinn Steinarr                                         | isländischer Lyriker                                                                                            | 49    |       |
| 25. Mai | Gustav Waldau                                           | deutscher Theater- und Filmschauspieler                                                                         | 87    |       |
| 26. Mai | Francis Carco                                           | französischer Autor                                                                                             | 71    |       |
| 26. Mai | Gaston Dethier                                          | belgisch-amerikanischer Organist und Komponist                                                                  | 83    |       |
| 26. Mai | Leroy Foster                                            | US-amerikanischer Blues-Gitarrist, Sänger und Schlagzeuger                                                      | 35    |       |
| 26. Mai | Ray June                                                | US-amerikanischer Kameramann                                                                                    | 63    |       |
| 26. Mai | Ruth Smith                                              | färöische Malerin und Grafikerin                                                                                | 45    |       |
| 27. Mai | Grace Curzon, Marchioness Curzon of Kedleston           | US-amerikanisch-britische High-Society-Lady                                                                     | 79    |       |
| 27. Mai | Catherina Godwin                                        | deutsche Schriftstellerin und Journalistin                                                                      | 74    |       |
| 27. Mai | Walter Lesch                                            | Schweizer Regisseur                                                                                             | 60    |       |
| 27. Mai | Ainslie Pryor                                           | US-amerikanischer Schauspieler                                                                                  | 37    |       |
| 27. Mai | Claës Rundberg                                          | schwedischer Sportschütze                                                                                       | 83    |       |
| 27. Mai | Samuel Stritch                                          | US-amerikanischer Geistlicher, Erzbischof von Chicago und Kardinal der römisch-katholischen Kirche              | 70    |       |
| 27. Mai | Martin Tatzber                                          | österreichischer Politiker (SPÖ), Landtagsabgeordneter                                                          | 64    |       |
| 27. Mai | Karl Vormbrock                                          | deutscher Pädagoge, Heimatforscher und Autor                                                                    | 73    |       |
| 27. Mai | Rudolph Zentgraf                                        | evangelischer Theologe, Oberkirchenrat und Superintendent                                                       | 73    |       |
| 28. Mai | Frieda von Bodelschwingh                                | Tochter von Friedrich von Bodelschwingh dem Älteren                                                             | 84    |       |
| 28. Mai | Mikuláš Schneider-Trnavský                              | slowakischer Komponist und Dirigent                                                                             | 77    |       |
| 28. Mai | Johann Steirer                                          | österreichischer Politiker (SPÖ), Landtagsabgeordneter                                                          | 64    |       |
| 28. Mai | Kurt Wilde                                              | deutscher Psychologe und Hochschullehrer                                                                        | 48    |       |
| 29. Mai | Juan Ramón Jiménez                                      | spanischer Lyriker, Prosaist und Nobelpreisträger                                                               | 76    |       |
| 29. Mai | Ernst Schwarz                                           | deutscher Politiker (SPD, USPD, KPD), MdR                                                                       | 72    |       |
| 30. Mai | Karl Jaberg                                             | Schweizer Romanist, Sprachwissenschaftler und Dialektologe                                                      | 81    |       |
| 30. Mai | Walther Moede                                           | deutscher Arbeitspsychologe und Hochschullehrer                                                                 | 69    |       |
| 30. Mai | Pat O’Connor                                            | US-amerikanischer Rennfahrer                                                                                    | 29    |       |
| 30. Mai | Friedrich Thieberger                                    | österreichischer Religionsphilosoph und Judaist, Publizist, Übersetzer und Autor von Werken mit jüdischen Th... | 69    |       |

## Juni
| Tag      | Name                              | Beruf, bekannt als                                                                                              | Alter | Beleg |
| -------- | --------------------------------- | --- | ----- | ----- |
| 1. Juni  | Gawril Kazarow                    | bulgarischer Althistoriker                                                                                      | 83    |       |
| 1. Juni  | Carl August Lorentzen             | dänischer Tresorknacker und Ausbrecherkönig                                                                     | 61    |       |
| 1. Juni  | Robert Odic                       | französischer Generalleutnant der Luftstreitkräfte                                                              | 70    |       |
| 1. Juni  | Henri Pensis                      | luxemburgischer Dirigent, Komponist und Violinist                                                               | 57    |       |
| 1. Juni  | Franz Thurow                      | deutscher Politiker (SPD)                                                                                       | 90    |       |
| 2. Juni  | Erwin Bauer                       | deutscher Automobilrennfahrer                                                                                   | 45    |       |
| 2. Juni  | Raymond Delaby                    | französischer Chemiker                                                                                          | 66    |       |
| 2. Juni  | Carl Fried                        | deutscher Arzt                                                                                                  | 68    |       |
| 2. Juni  | August Kallert                    | deutscher Maler                                                                                                 | 75    |       |
| 2. Juni  | Hermann Mohn                      | deutscher Mundartdichter und Heimatforscher                                                                     | 61    |       |
| 2. Juni  | Othmar Skala                      | österreichischer Lehrer und Heimatforscher                                                                      | 63    |       |
| 3. Juni  | Georges Boulanger                 | rumänischer Violinist, Dirigent und Komponist                                                                   | 65    |       |
| 3. Juni  | Else Dormitzer                    | deutsche Kinderbuchautorin                                                                                      | 80    |       |
| 3. Juni  | Erhard Hübener                    | deutscher Politiker (DDP, LDPD), MdV                                                                            | 76    |       |
| 3. Juni  | Charles Lannie                    | belgischer Turner                                                                                               | 76    |       |
| 3. Juni  | Heinrich Müller                   | deutscher Spielwarenfabrikant                                                                                   | 71    |       |
| 3. Juni  | Maude Nugent                      | US-amerikanische Varieté-Sängerin und Songwriterin                                                              | ≈84   |       |
| 3. Juni  | Marceau Pivert                    | französischer Sozialist                                                                                         | 62    |       |
| 4. Juni  | Eleanor Hallowell Abbott          | US-amerikanische Dichterin, Romanschriftstellerin und Kinderbuchautorin                                         | 85    |       |
| 4. Juni  | Mechtilde Lichnowsky              | deutsche Schriftstellerin                                                                                       | 79    |       |
| 4. Juni  | Karl Neff                         | deutscher Politiker (SPD), MdL                                                                                  | 75    |       |
| 5. Juni  | Carl Heinz Carell                 | deutscher Bühnen- und Filmschauspieler, Autor sowie Hörspiel- und Synchronsprecher                              | 64    |       |
| 5. Juni  | Maurice-Yves Sandoz               | Schweizer Schriftsteller                                                                                        | 66    |       |
| 6. Juni  | Broder Christiansen               | deutscher Philosoph und Sprachwissenschaftler                                                                   | 88    |       |
| 6. Juni  | Adolf Falke                       | deutscher Architekt, Zeichner, Designer, Bühnenbildner und Kommunalpolitiker                                    | 70    |       |
| 6. Juni  | Erich Granaß                      | deutscher Jurist und Abgeordneter in Berlin                                                                     | 80    |       |
| 6. Juni  | Ernst Habermann                   | deutscher Kommunalpolitiker, Bürgermeister von Deutsch-Wilmersdorf                                              | 91    |       |
| 6. Juni  | Lloyd Hughes                      | US-amerikanischer Schauspieler                                                                                  | 60    |       |
| 7. Juni  | Walter Freitag                    | deutscher Politiker (USPD, SPD), MdL, MdB und Vorsitzender des DGB                                              | 68    |       |
| 7. Juni  | Ugo Giannattasio                  | italienischer Maler, Schriftsteller und Kunstkritiker                                                           | 70    |       |
| 7. Juni  | Federico Momo                     | italienischer Radrennfahrer                                                                                     | 79    |       |
| 7. Juni  | Pietro Paolo Trompeo              | italienischer Autor, Romanist und Französist                                                                    | 71    |       |
| 7. Juni  | Alexander Newton Winchell         | US-amerikanischer Geologe und Mineraloge                                                                        | 84    |       |
| 8. Juni  | James M. Barnes                   | US-amerikanischer Politiker                                                                                     | 59    |       |
| 8. Juni  | Otto Braunheim                    | deutscher Politiker                                                                                             | 54    |       |
| 8. Juni  | Alfred Bruggmann                  | Schweizer Autor, Elektrotechniker, Unternehmensjournalist und Politiker                                         | 61    |       |
| 8. Juni  | Franz Gleitze                     | deutscher Heimatdichter                                                                                         | 88    |       |
| 8. Juni  | Eduard Outrata                    | tschechoslowakischer Ökonom, Finanzminister und Politiker                                                       | 60    |       |
| 9. Juni  | Julius Bielz                      | siebenbürgischer Jurist, Kunsthistoriker und Volkskundler                                                       | 74    |       |
| 9. Juni  | Robert Donat                      | britischer Schauspieler                                                                                         | 53    |       |
| 9. Juni  | Ava Willing Astor                 | US-amerikanische High Society-Lady in der New Yorker Gesellschaft, später ein Mitglied der britischen Aristo... | 89    |       |
| 10. Juni | Gustave Cohen                     | französischer Sprach- und Literaturwissenschaftler                                                              | 78    |       |
| 10. Juni | Angelina Weld Grimké              | afroamerikanische Journalistin, Lehrerin, Dramatikerin und Dichterin                                            | 78    |       |
| 10. Juni | Eduard Houdremont                 | luxemburgisch-deutscher Metallurg und Industrieller                                                             | 62    |       |
| 10. Juni | Walter Schnee                     | deutscher Mathematiker                                                                                          | 72    |       |
| 11. Juni | Gaston Barreau                    | französischer Fußballspieler und -funktionär                                                                    | 74    |       |
| 11. Juni | Clarence DeMar                    | US-amerikanischer Leichtathlet                                                                                  | 70    |       |
| 11. Juni | Robert Taylor Jones               | US-amerikanischer Politiker                                                                                     | 74    |       |
| 11. Juni | Robert Krasser                    | österreichischer Pädagoge und Politiker (CS)                                                                    | 75    |       |
| 11. Juni | Lothar Krumbeck                   | deutscher Paläontologe und Geologe                                                                              | 79    |       |
| 11. Juni | Curt Lahs                         | deutscher Maler                                                                                                 | 65    |       |
| 11. Juni | Leo Mann                          | Schweizer Politiker (SP)                                                                                        | 68    |       |
| 11. Juni | Margarete Müller                  | deutsche Politikerin (CDU)                                                                                      | 70    |       |
| 12. Juni | Karl Breit                        | österreichischer Lehrer und Mundartdichter                                                                      | 79    |       |
| 12. Juni | Friedrich Brutzer                 | deutscher Marineoffizier, zuletzt Vizeadmiral der Reichsmarine                                                  | 78    |       |
| 12. Juni | Kate Cory                         | US-amerikanische Fotografin, Malerin und Bildhauerin                                                            | 97    |       |
| 12. Juni | Ibrahim Hashem                    | jordanischer Premierminister                                                                                    |       |       |
| 12. Juni | Ernests Štālbergs                 | lettisch-russischer Architekt und Hochschullehrer                                                               | 74    |       |
| 12. Juni | Josef Verlemann                   | deutscher Politiker der CDU                                                                                     | 75    |       |
| 13. Juni | Johan Bierens de Haan             | niederländischer Biologe und Ethologe                                                                           | 75    |       |
| 13. Juni | Pierre-Étienne Flandin            | französischer Jurist und Politiker                                                                              | 69    |       |
| 13. Juni | Siegfried Lehmann                 | deutsch-israelischer Arzt und Pädagoge                                                                          | 66    |       |
| 13. Juni | Rosa Lindemann                    | deutsche kommunistische Widerstandskämpferin                                                                    | 82    |       |
| 13. Juni | Moses Solomonowitsch Nappelbaum   | russischer Fotograf                                                                                             | 88    |       |
| 13. Juni | Franz zu Salm-Reifferscheidt-Dyck | deutscher Unternehmer, Statthalter des Ritterorden vom Heiligen Grab zu Jerusalem                               | 59    |       |
| 13. Juni | Vasco Santana                     | portugiesischer Schauspieler                                                                                    | 60    |       |
| 14. Juni | George Fonder                     | US-amerikanischer Formel-1-Fahrer                                                                               | 40    |       |
| 14. Juni | Joseph McCormick                  | US-amerikanisch-kanadischer Eishockeyspieler                                                                    | 62    |       |
| 14. Juni | Johannes Nichtweiss               | deutscher Historiker                                                                                            | 44    |       |
| 14. Juni | Beppie Rijkens-Culp               | niederländische Pianistin                                                                                       | 73    |       |
| 14. Juni | Israel A. Smith                   | dritter Präsident der Gemeinschaft Christi                                                                      | 82    |       |
| 15. Juni | Gerardo Anaya y Diez de Bonilla   | mexikanischer Geistlicher, Bischof von San Luis Potosí                                                          | 76    |       |
| 15. Juni | Anne Franken                      | deutsche Pädagogin und Politikerin (CDU), MdL                                                                   | 67    |       |
| 15. Juni | Margarete Gutöhrlein              | deutsche Frau, gründete 1957 in Waldenburg das erste Albert-Schweitzer-Kinderdorf                               |       |       |
| 15. Juni | Francesco Sioli                   | deutscher Theaterintendant italienischer Abstammung                                                             | 80    |       |
| 16. Juni | Miklós Gimes                      | ungarischer Politiker und Journalist                                                                            | 40    |       |
| 16. Juni | Pál Maléter                       | ungarischer Verteidigungsminister                                                                               | 40    |       |
| 16. Juni | José Pablo Moncayo                | mexikanischer Komponist                                                                                         | 45    |       |
| 16. Juni | Imre Nagy                         | ungarischer Politiker und Agrarökonom                                                                           | 62    |       |
| 16. Juni | Nereu Ramos                       | brasilianischer Politiker                                                                                       | 69    |       |
| 16. Juni | Kurt Schmeisser                   | deutscher Verwaltungsjurist                                                                                     | 68    |       |
| 17. Juni | Raoul Aslan                       | Schauspieler des Wiener Burgtheaters                                                                            | 71    |       |
| 17. Juni | Wells Coates                      | kanadischer Architekt                                                                                           | 62    |       |
| 17. Juni | Julius Dutoit                     | deutscher Gymnasiallehrer und Übersetzer                                                                        | 86    |       |
| 17. Juni | Bernhard Hoffmann                 | Landtagsabgeordneter Waldeck                                                                                    | 86    |       |
| 17. Juni | Adolf Kleinlogel                  | deutscher Bauingenieur und Hochschullehrer                                                                      | 80    |       |
| 17. Juni | Lena Stein-Schneider              | Berliner Komponistin, Lied- und Operettentexterin, Pianistin                                                    | 84    |       |
| 17. Juni | Jakub Wojciechowski               | polnischer Arbeiter, Autodidakt und Verfasser von Memoiren                                                      | 73    |       |
| 18. Juni | Irma Hartje-Leudesdorff           | deutsche Malerin und Schriftstellerin                                                                           | 76    |       |
| 18. Juni | Jenö Marton                       | Schweizer Schriftsteller                                                                                        | 52    |       |
| 18. Juni | Robert Thomann                    | schweizerischer Bauingenieur und Hochschullehrer                                                                | 85    |       |
| 19. Juni | Daniel Baud-Bovy                  | Schweizer Schriftsteller und Maler                                                                              | 88    |       |
| 19. Juni | Carlos Alberto Moniz Gordilho     | brasilianischer Diplomat                                                                                        | 70    |       |
| 19. Juni | Alfredo Zibechi                   | uruguayischer Fußballspieler                                                                                    | 62    |       |
| 20. Juni | Kurt Alder                        | deutscher Chemiker                                                                                              | 55    |       |
| 20. Juni | Jan Baczewski                     | deutscher und polnischer Politiker, Mitglied des Sejm                                                           | 67    |       |
| 20. Juni | Richard Byrd                      | US-amerikanischer Leichtathlet                                                                                  | 66    |       |
| 20. Juni | Oscar Rabin                       | britischer Jazz- und Unterhaltungsmusiker (Bigband-Leader)                                                      | 59    |       |
| 20. Juni | Elfride Trötschel                 | deutsche Opern- und Liedersängerin (Sopran)                                                                     | 44    |       |
| 20. Juni | Nikolai Ramm Østgaard             | norwegischer Fußballspieler und Sportfunktionär                                                                 | 72    |       |
| 21. Juni | Carl August Bobies                | österreichischer Beamter und Paläontologe                                                                       | 59    |       |
| 21. Juni | Herbert Brenon                    | US-amerikanischer Regisseur, Drehbuchautor und Schauspieler irischer Herkunft                                   | 78    |       |
| 21. Juni | Jean-Marie Brussin                | französischer Rennfahrer und Industrieller                                                                      | 34    |       |
| 21. Juni | Ford Dabney                       | US-amerikanischer Pianist, Komponist und Arrangeur                                                              | 75    |       |
| 21. Juni | Eduard Erdmann                    | deutsch-lettischer Pianist und Komponist                                                                        | 62    |       |
| 21. Juni | Robert L. Ghormley                | US-amerikanischer Vice Admiral                                                                                  | 74    |       |
| 21. Juni | John H. Kerr                      | US-amerikanischer Politiker                                                                                     | 84    |       |
| 21. Juni | Liu Yazi                          | chinesischer Dichter                                                                                            | 71    |       |
| 22. Juni | Joseph Oppenhoff                  | deutscher Jurist                                                                                                | 89    |       |
| 23. Juni | Armas Järnefelt                   | finnischer Komponist und Dirigent                                                                               | 88    |       |
| 23. Juni | Cândido de Oliveira               | portugiesischer Journalist, Fußballspieler und Fußballtrainer                                                   | 61    |       |
| 23. Juni | Friedrich Teßmann                 | Südtiroler Jurist, Heimatforscher, Politiker und Büchersammler                                                  | 74    |       |
| 24. Juni | Ole Bendixen                      | dänischer Kaufmann, Forschungsreisender, Autor und Inspektor von Grönland                                       | 88    |       |
| 24. Juni | Max Graf                          | österreichischer Musikhistoriker und -kritiker                                                                  | 84    |       |
| 24. Juni | Philipp Klepp                     | deutscher Politiker (Stahlhelm) und Hamburger Senator                                                           | 64    |       |
| 24. Juni | Hugo Siegmüller                   | tschechoslowakischer Grafiker, Maler und Illustrator, sowie Lehrer                                              | 68    |       |
| 24. Juni | Hans Tauchert                     | deutscher Fußballtrainer                                                                                        | 54    |       |
| 25. Juni | Rafał Taubenschlag                | polnischer Rechtshistoriker                                                                                     | 77    |       |
| 25. Juni | Oskar Wentrup                     | deutscher Politiker                                                                                             | 80    |       |
| 25. Juni | Heinz Winkler                     | deutscher Politiker (DDR-CDU), Minister für Aufbau in der DDR                                                   | 48    |       |
| 26. Juni | Erna Bürger                       | deutsche Kunstturnerin                                                                                          | 48    |       |
| 26. Juni | Bob Harley                        | kanadisch-schottischer Fußballspieler                                                                           | 69    |       |
| 26. Juni | Paul Heile                        | deutscher Politiker (FDP), MdHB und Direktor des HWWA                                                           | 73    |       |
| 26. Juni | George Orton                      | kanadischer Leichtathlet                                                                                        | 85    |       |
| 26. Juni | Andrija Štampar                   | kroatisch-jugoslawischer Arzt                                                                                   | 69    |       |
| 27. Juni | Robert Greig                      | australischer Schauspieler                                                                                      | 78    |       |
| 27. Juni | Louise Williams                   | US-amerikanische Tennisspielerin                                                                                | 73    |       |
| 28. Juni | Helene Arnau                      | österreichische Kriegsmalerin                                                                                   | 87    |       |
| 28. Juni | Alfred Noyes                      | britischer Dichter                                                                                              | 77    |       |
| 28. Juni | Johannes Reinwaldt                | dänischer Radrennfahrer                                                                                         | 68    |       |
| 29. Juni | Karl Arnold                       | deutscher Politiker (Zentrum, CDU), MdL                                                                         | 57    |       |
| 29. Juni | Siegfried Lewinsky                | deutscher Schauspieler                                                                                          | 77    |       |
| 30. Juni | Bergen Davis                      | US-amerikanischer Physiker                                                                                      | 89    |       |
| 30. Juni | Walther Schreiber                 | deutscher Politiker (CDU), MdA                                                                                  | 74    |       |
| 30. Juni | Louis Wöhner                      | deutscher Kunstmaler                                                                                            | 70    |       |
| Juni     | Sterling Bose                     | US-amerikanischer Jazzmusiker                                                                                   | 52    |       |
| Juni     | Albert Durant                     | belgischer Wasserballspieler                                                                                    | 65    |       |